# Préty
Préty ist eine französische Gemeinde mit 583 Einwohnern (Stand: 1. Januar 2022) im Département Saône-et-Loire in der Region Bourgogne-Franche-Comté. Sie gehört zum Arrondissement Mâcon und zum Kanton Tournus. Préty ist Mitglied im Gemeindeverband Communauté de communes Mâconnais-Tournugeois.

## Geographie
Préty liegt etwa 26 Kilometer nordnordöstlich von Mâcon und etwa 37 Kilometer südsüdöstlich von Chalon-sur-Saône im Weinbaugebiet Bourgogne an der Saône. Umgeben wird Préty von den Nachbargemeinden Lacrost im Norden, L’Abergement-de-Cuisery im Norden und Nordosten, Cuisery im Osten und Nordosten, Ratenelle im Südosten, La Truchère im Süden, Le Villars im Westen sowie Tournus im Nordwesten.

## Bevölkerungsentwicklung
| Jahr                      | 1962 | 1968 | 1975 | 1982 | 1990 | 1999 | 2006 | 2011 | 2016 |
| Einwohner                 | 440  | 434  | 451  | 454  | 509  | 557  | 549  | 577  | 544  |
| Quelle: Cassini und INSEE |      |      |      |      |      |      |      |      |      |

## Sehenswürdigkeiten
- Kirche Notre-Dame aus dem 15. Jahrhundert, Monument historique seit 1935

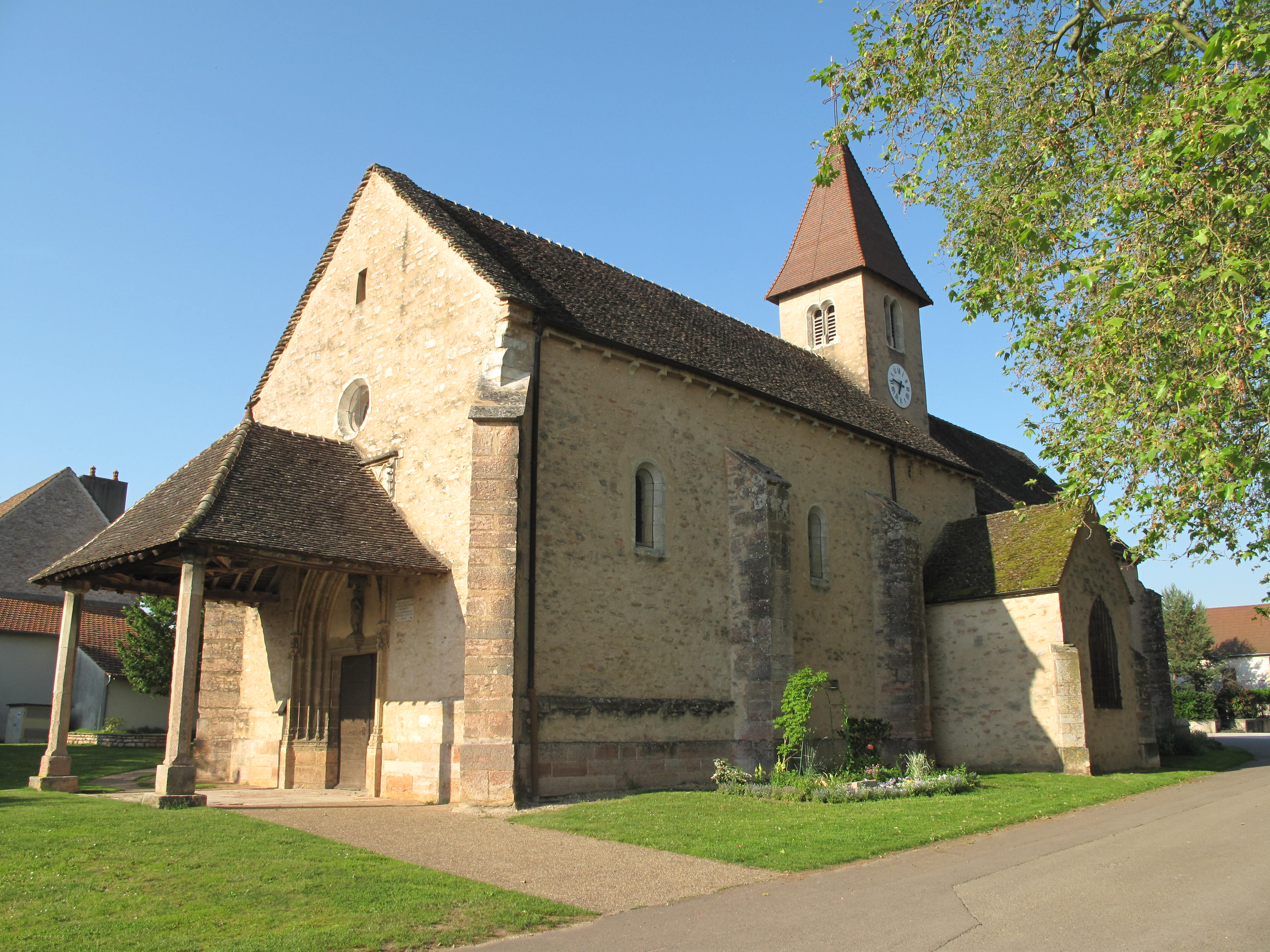
Kirche Notre-Dame